# Heteralex aspersa
Heteralex aspersa, en chino simplificado, 慧尺蛾, es una especie de polillas perteneciente a la familia Geometridae, descrito por primera vez en 1894 por el lepidopetrólogo inglés William Warren. Se distribuye en la Malasia peninsular.

## Descripción
La envergadura de esta especie es de 39-44 mm. Las antenas del macho son bipectinadas, mientras que las de la hembra son filamentosas. El color principal del cuerpo y de las alas es blanco lechoso. El cuerpo del ala está densamente cubierto de finas manchas de color gris-marrón loto. El borde exterior del ala anterior está ligeramente curvado hacia afuera, el ápice es puntiagudo y hay un cuerpo de pequeñas manchas marrones al final de la celda central. Cuenta con una línea recta marrón oscura que se extiende desde el subápice del ala anterior hasta la mitad del borde interior. Hay una línea recta del mismo color en la mitad del ala posterior.

## Distribución
Habita en cinturones forestales de baja altitud y se sabe que los adultos aparecen principalmente en verano y otoño.
La subespecie H. a. aspersa se distribuye en Indonesia y la subespecie H. a. formosa se distribuye en la isla de Taiwán.